# تشارلز جاي هارت
تشارلز جاي هارت (بالإنجليزية: Charles J. Hart)‏ هو مدير فني أمريكي، ولد في 27 يونيو 1896 في لوغان في الولايات المتحدة، وتوفي في 22 ديسمبر 1971 في بروفو في الولايات المتحدة.